# Maixe
Maixe é uma comuna francesa na região administrativa de Grande Leste, no departamento de Meurthe-et-Moselle. Estende-se por uma área de 9,33 km². Em 2010 a comuna tinha 416 habitantes (densidade: 44,6 hab./km²).